# Амілоза
Аміло́за — легко розчинна у воді складова частина крохмалю. З йодом дає синє забарвлення.
Складається з лінійних ланцюжків молекул глюкози, з'єднаними зв'язками між 1-м і 4-м вуглеводними атомами.
Вважається, що амілоза являє собою лінійний полімер α-D-глюкози, структурований через α-1,4 зв'язки. Молекулярна маса амілози складає близько 250 000 (1500 ангідроглюкозних ланок), проте вона може значно різнитися не лише у амілози, яка входить до складу різних видів рослин, але і в межах одного виду. Молекулярна маса залежить від ступеня зрілості рослини. Амілозу прийнято вважати лінійним полімером, але дане твердження вірне лише по відношенню до частини амілози; друга її частина має низьку ступінь розгалуженості.
Коли амілоза вилуговується з крохмалю при його нагріванні до температури трохи вище температури клейстеризації, то розчинною стає амілоза, яка має  майже виключно лінійну структуру. У міру підвищення температури вилогувування виділяється амілоза з більш високою молекулярною масою і більш розгалуженими ланцюгами. Дослідження як ферментів, так і в'язкості показали, що розгалуження бувають такими ж довгими, як і основний ланцюг, і містять сотні радикалів глюкози. Місцями розгалуження є α-1,6 зв'язки, такі ж, як і в амілопектині. Через велику довжину і мале число бічних ланцюгів молекула амілози у багатьох відношеннях поводиться подібно нерозгалуженій структурі. 
Завдяки довгим лінійним ланцюгам амілоза володіє деякими унікальними властивостями. Наприклад, вона здатна утворювати комплексні сполуки з йодом, органічними спиртами або кислотами. Такі комплекси називаються клатратами або сполуками спіралеподібного включення. Амілозу можна осаджувати з розчину крохмалю (розчиненого у гідроксиді калію або диметилсульфоксиду) шляхом додавання n-бутилового спирту. Спирт і амілоза утворюють нерозчинний комплекс, схожий за своїми властивостями із з'єднанням, яке утворюється при взаємодії йоду з амілозою. Відомий синій колір комплексу йоду з крохмалем пояснюється наявністю іонів полійодиду в центральній частині спіралі амілози. Завдяки своїм довгим лінійним ланцюгам молекули амілози можуть об'єднуватися один з одним і осідати з розчину. Амілоза легко викристалізовується з розчину або ретроградуює (ретроградація - це термін, використовуваний для позначення кристалізації, в тому числі кристалізації в крохмальних гелях). З амілозою важко працювати тому, що її молекули володіють здатністю легко об'єднуватися одна з однною. Якщо значення рН розчину залишається високим (наприклад, в 1N розчині КОН), то амілоза залишається в розчиненому стані. Це пояснюється тим, що ОН-групам передаються позитивні заряди, завдяки яким суміжні ланцюги відштовхуються один від одного.